# عملية أندروسوف
عملية أندروسوف هي عملية صناعية كيميائية تهدف إلى إنتاج سيانيد الهيدروجين؛ وهي تتضمن تفاعل غازات الميثان والأمونيا والأكسجين بوجود حفاز مصنوع من سبيكة من البلاتين والروديوم.
{\displaystyle {\ce {2 CH4 + 2 NH3 + 3 O2 -> 2 HCN + 6 H2O}}}
يستخدم سيانيد الهيدروجين لاحقاً في تطبيقات صناعية مهمة، مثل إنتاج الأكريلونتريل والأديبونتريل؛ بالإضافة إلى تحضير أملاح السيانيد اللاعضوية مثل سيانيد البوتاسيوم.
تنسب العملية إلى الكيميائي ليونيد أندروسوف، الذي اكتشفها في سنة 1927.